# Складаний міст
Складаний міст — сталевий пішохідний розвідний міст оригінальної конструкції, перекинутий через канал Гранд-Юніон в районі Паддінгтон в Лондоні.
Міст складається з восьми трикутних секцій, шарнірно сполучених на рівні полотна моста. Тільки один з кінців моста прикріплений до берега, другий ж просто лежить на протилежному березі. Парапети моста складаються з ланок, що складаються. У вертикальних стойках приховані гідравлічні циліндри. У зведеному (розкладеному) стані міст має довжину 12 метрів.
Коли необхідно розвести (скласти) міст для проходження човнів по каналу, на гідравлічні циліндри подається тиск. Штоки циліндрів висуваються, складаючи ланки парапету гармошкою. В результаті міст згортається так, що два його кінці з'єднуються, а сам він набуває восьмикутної форми, стаючи схожим на млинове колесо, що стоїть на одному з берегів. Загальний час згортання моста — близько трьох хвилин.
Міст споруджено в 2004 році за проектом інженера Томаса Хетервіка. У 2005 році дизайнерська споруда удостоєна архітектурної премії British Structural Steel Design Award. За словами творця, більшість розвідних мостів в розведеному стані виглядають неначе зламані; своє ж завдання Томас Хетервік вбачав у тому, щоб звичайний, нічим не примітний з першого погляду об'єкт раптом обертався чимось дивовижним, видовищним.

## Галерея

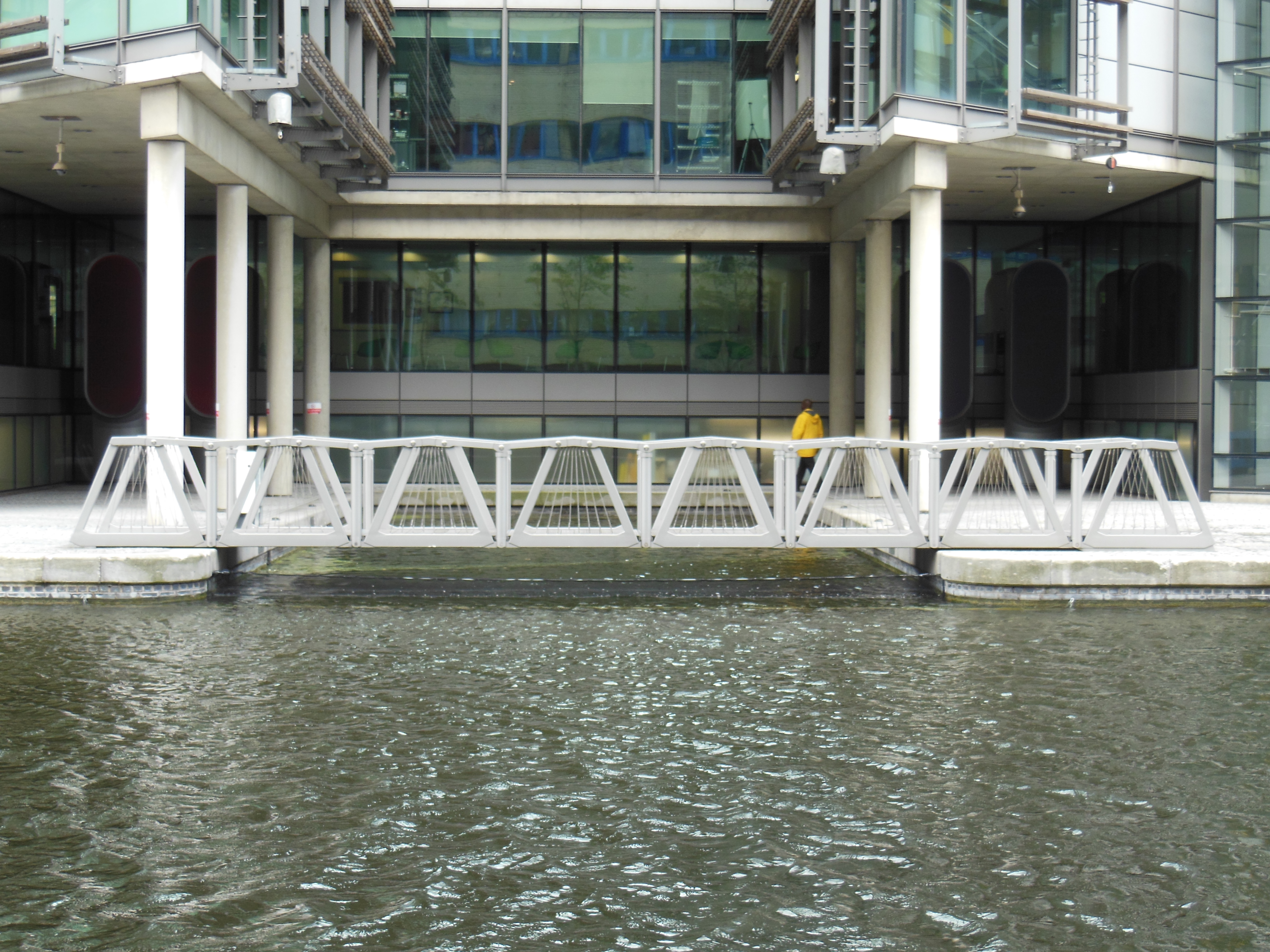
Міст розкладений
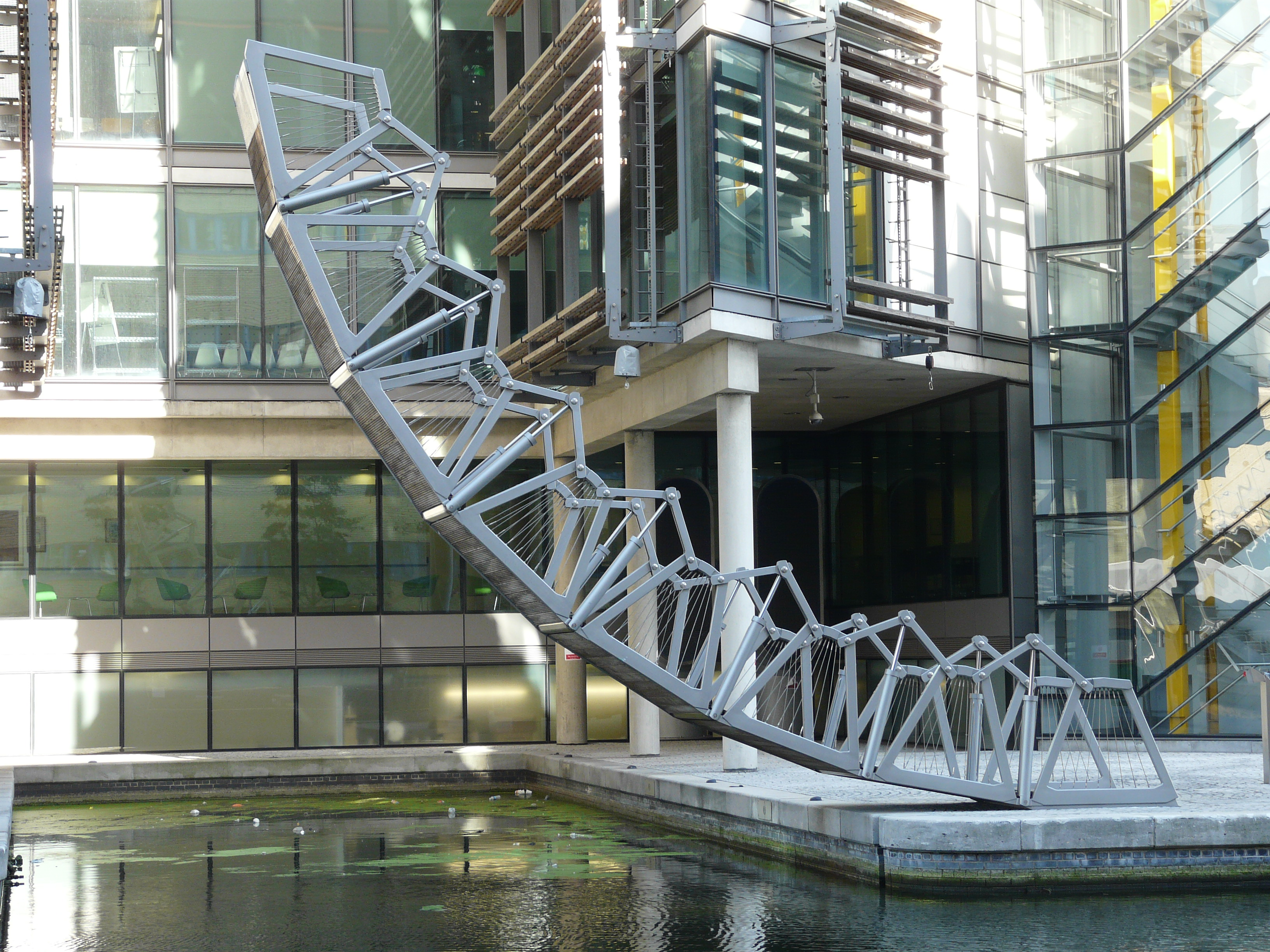
Міст згортається
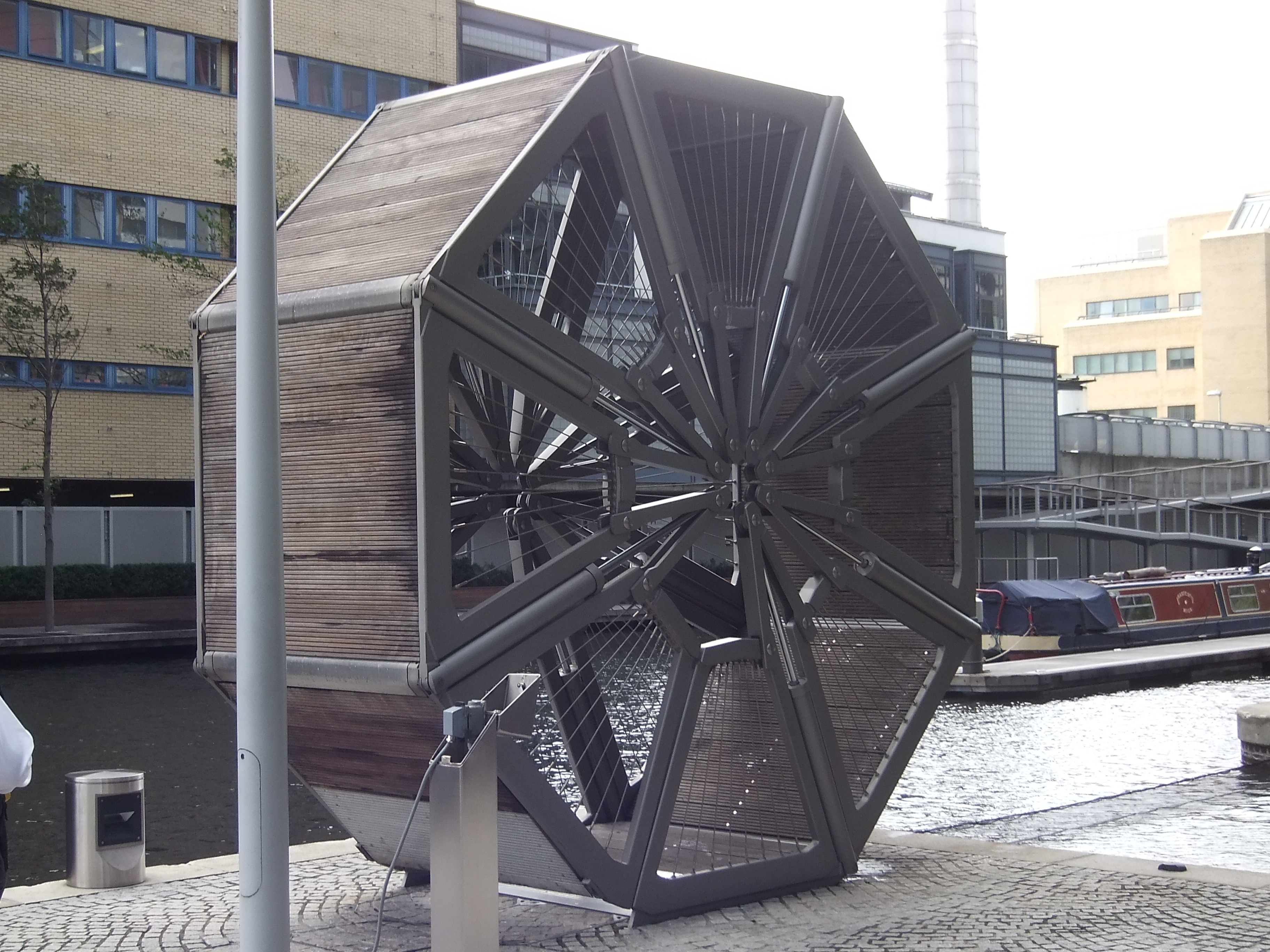
Міст в складеному вигляді
- Процес згортання і розгортання мосту

## Ресурси Інтернету
- Міст, що скручується, у Лондоні